# San Michális (Sýros)
San Michális (grec moderne : Σαν Μιχάλης) est une localité située dans le dème de Sýros-Ermoúpoli, dans le district régional de Sýros, dans la périphérie d'Égée-Méridionale, en Grèce.
Selon le recensement de 2021, elle compte 14 habitants.
La localité donne son nom au San Micháli (el), un fromage bénéficiant d'une Appellation d'origine protégée depuis 1994.